# 江島生島事件
江島生島事件，又稱繪島生島事件，發生於德川幕府第7代將軍德川家繼時，主要牽涉大奧御年寄繪島（又稱江島）和歌舞伎藝人生島新五郎。此事被認為是大奧歷來的大醜聞。

## 始末
1714年2月26日（正德4年1月12日），江戶城大奧御年寄繪島代表將軍家繼的生母月光院前往先代將軍德川家宣的墓所增上寺參拜。歸程中受吳服商後藤縫殿助的邀請，到芝居町「山村座」（歌舞伎劇場）觀賞由當紅歌舞伎藝人生島新五郎擔綱的歌舞伎表演。表演完畢，生島新五郎在茶屋設宴招待繪島。
繪島回到大奧時已過了七之口的關閉時間，雖然侍從已表明繪島的身份要求通融，但七之口的守衛依然不予放行，以致事情鬧大。
當時大奧由月光院掌權，政事上則由和她關係密切的側用人間部詮房把持，以德川家宣御台所天英院為中心的勢力則與之抗衡。天英院一方認為，扳倒作為月光院左右手的繪島，是打擊月光院的絕佳方法。
於是和此事有關的所有人都受到徹底調查，又接連揭發更多大奧風紀混亂之事。繪島因為「與生島私通」、「怠忽職守」、「接受商人賄賂」等罪名判死。經月光院求情，繪島改為流放高遠藩長野縣，生島新五郎流放三宅島。然而此事牽連甚廣，繪島的兄長白井平右衛門受連坐被判切腹，大奧御醫奧山交竹院被流放御藏島，與繪島有關的御用商人、浮世繪畫師等等皆成為罪人，估計最終受處分人數約1300人。此外，江戶所有芝居小屋（劇場）被下令遷至淺草聖天町（猿若町）。
此事以後，天英院一方勢力轉強。翌年將軍家繼早夭，天英院成功推舉德川吉宗繼任第8代將軍。所以也有一說指整件事其實是天英院聯合譜代大名為奪權而捏造的冤案。
8代將軍德川吉宗後來宣佈赦免眾多因此事定罪的人，不過繪島卻始終被流放外島終老。

## 瑣事
繪島被判流放後，從江戶城平川門旁的「不淨門」（城內罪犯與屍體的出口）出城。在德川幕府歷史中，她和淺野長矩可能是經此門出城身份最高的二人。

## 後世作品
江島生島事件後來成為歌舞伎和長唄的題材，在歌舞伎表演中甚至有繪島偷運生島進入大奧偷歡的情節。文學作品也不乏以此為主題者，例如：
- 童門冬二，《大奧追放──異聞吉宗與繪島》，集英社。
- 舟橋聖一，《繪島生島》，新潮社。
- 杉本苑子，《繪島疑獄》

有關大奧的電視劇亦有描述此事。2006年12月23日公映的電影《大奧》則是專以此事為題材。